# Exécutif de la 6e législature de l'Assemblée d'Irlande du Nord
Irlande du Nord
5e législature 7e législature
L’Exécutif de la 6e législature de l'Assemblée d'Irlande du Nord (en anglais : Executive of the 6th Northern Ireland Assembly) est le cinquième exécutif d'Irlande du Nord, en exercice entre le 11 janvier 2020 et le 4 février 2022, durant la sixième législature de l'Assemblée.

## Historique
Dirigé par la Première ministre unioniste Arlene Foster et la vice-Première ministre républicaine Michelle O'Neill, cet exécutif est constitué et soutenu par une coalition consociationaliste entre le Parti unioniste démocrate (DUP), le Sinn Féin (SF), le Parti social-démocrate et travailliste (SDLP), le Parti unioniste d'Ulster (UUP) et le Parti de l'Alliance d'Irlande du Nord (APNI). Ensemble, ils disposent de 84 députés sur 90, soit 93,3 % des sièges de l'Assemblée.
Il est formé à la suite d'un accord conclu le 10 janvier 2020, près de trois ans après les élections législatives du 2 mars 2017.
Le 28 avril 2021, Arlene Foster annonce son départ effectif de la direction du gouvernement pour le mois de juin. Elle démissionne effectivement le 14 juin. Paul Givan lui succède le 17 juin suivant. Il démissionne le 4 février 2022, en signe de protestation contre le protocole nord-irlandais du Brexit,.
Les autres ministres demeurent en fonction mais avec des pouvoirs limités jusqu'au 27 octobre suivant, date à laquelle le blocage des institutions entraîne la fin de leurs fonctions et la possibilité de convoquer des élections anticipées.

## Composition

### Initiale (11 janvier 2020)
- les nouveaux ministres sont indiqués en gras, ceux ayant changé d'attributions le sont en italique.

| Fonction                                                              | Titulaire | Titulaire                              | Parti    |
| --------------------------------------------------------------------- | --------- | -------------------------------------- | -------- |
| Première ministre                                                     |           | Arlene Foster (jusqu'au 14/06/2021)    | DUP      |
| Vice-Première ministre                                                |           | Michelle O'Neill (jusqu'au 14/06/2021) | SF       |
| Ministre de l'Agriculture, de l'Environnement et des Affaires rurales |           | Edwin Poots                            | DUP      |
| Ministre des Communautés                                              |           | Deirdre Hargey                         | SF       |
| Ministre de l'Économie                                                |           | Diane Dodds                            | DUP      |
| Ministre de l'Éducation                                               |           | Peter Weir                             | DUP      |
| Ministre des Finances                                                 |           | Conor Murphy                           | SF       |
| Ministre de la Santé                                                  |           | Robin Swann                            | UUP      |
| Ministre des Infrastructures                                          |           | Nichola Mallon                         | SDLP     |
| Ministre de la Justice                                                |           | Naomi Long                             | Alliance |

### Remaniement du 14 juin 2021
- les nouveaux ministres sont indiqués en gras, ceux ayant changé d'attributions le sont en italique.

| Fonction                                                              | Titulaire | Titulaire                                      | Parti    |
| --------------------------------------------------------------------- | --------- | ---------------------------------------------- | -------- |
| Premier ministre                                                      |           | Paul Givan (du 17/06/2021 au 04/02/2022)       | DUP      |
| Vice-Première ministre                                                |           | Michelle O'Neill (du 17/06/2021 au 04/02/2022) | SF       |
| Ministre de l'Agriculture, de l'Environnement et des Affaires rurales |           | Edwin Poots                                    | DUP      |
| Ministre des Communautés                                              |           | Deirdre Hargey                                 | SF       |
| Ministre de l'Économie                                                |           | Paul Frew                                      | DUP      |
| Ministre de l'Éducation                                               |           | Michelle McIlveen                              | DUP      |
| Ministre des Finances                                                 |           | Conor Murphy                                   | SF       |
| Ministre de la Santé                                                  |           | Robin Swann                                    | UUP      |
| Ministre des Infrastructures                                          |           | Nichola Mallon                                 | SDLP     |
| Ministre de la Justice                                                |           | Naomi Long                                     | Alliance |